# Liste der denkmalgeschützten Objekte in St. Pantaleon (Oberösterreich)
Die Liste der denkmalgeschützten Objekte in St. Pantaleon enthält die 7 denkmalgeschützten, unbeweglichen Objekte der Gemeinde St. Pantaleon im Bezirk Braunau am Inn.

## Denkmäler
| Foto |                 | Denkmal                                                                       | Standort                                   | Beschreibung | Metadaten |
| ---- | --------------- | ----------------------------------------------------------------------------- | ------------------------------------------ | --- | --- |
| ja   | Datei hochladen | Kath. Pfarrkirche hl. Pantaleon und Friedhof HERIS-ID: 52587 Objekt-ID: 59798 | Kirchenweg 1 Standort KG: St. Pantaleon    | Die Kirche wurde zwischen 1400 und 1500 erbaut. Sie hatte ursprünglich ein einschiffiges Langhaus, 1640 kam ein nordseitiges Nebenschiff dazu, 1644 bis 1666 ein südseitiges Nebenschiff. | BDA-Hist.: Q26237248 Status: § 2a Stand der BDA-Liste: 2025-06-30 Name: Kath. Pfarrkirche hl. Pantaleon und Friedhof GstNr.: 192, 194 Sankt Pantaleon parish church |
| ja   | Datei hochladen | Volksschule HERIS-ID: 66403 Objekt-ID: 79284                                  | Kirchenweg 4 Standort KG: St. Pantaleon    | | BDA-Hist.: Q38112880 Status: § 2a Stand der BDA-Liste: 2025-06-30 Name: Volksschule GstNr.: 197 Volksschule Sankt Pantaleon, Upper Austria                          |
| ja   | Datei hochladen | Kriegerdenkmal HERIS-ID: 66415 Objekt-ID: 79297                               | Sankt Pantaleon Standort KG: St. Pantaleon | | BDA-Hist.: Q38112888 Status: § 2a Stand der BDA-Liste: 2025-06-30 Name: Kriegerdenkmal GstNr.: 190 Kriegerdenkmal Sankt Pantaleon                                   |
| ja   | Datei hochladen | Mahnmal für die Opfer der NS-Zeit HERIS-ID: 66437 Objekt-ID: 79319            | Standort KG: St. Pantaleon                 | → Hauptartikel : Erinnerungsstätte Lager Weyer/Innviertel f1 | BDA-Hist.: Q1284302 Status: § 2a Stand der BDA-Liste: 2025-06-30 Name: Mahnmal für die Opfer der NS-Zeit GstNr.: 233/2 Mahnmal Sankt Pantaleon                      |
| ja   | Datei hochladen | Kath. Pfarrkirche Hl. Familie HERIS-ID: 52520 Objekt-ID: 59527                | Kirchengasse 1 Standort KG: Wildshut       | Die Kirche wurde ab 1953 von Karl von Tobisch-Labotýn erbaut. Die Wandbilder Schutzmantelmadonna und hl. Barbara malte Hans Plank (1955).                                                 | BDA-Hist.: Q26205752 Status: § 2a Stand der BDA-Liste: 2025-06-30 Name: Kath. Pfarrkirche Hl. Familie GstNr.: 1468/13 Holy Family Church (Riedersbach)              |
| ja   | Datei hochladen | Bergmann-Denkmal HERIS-ID: 66423 Objekt-ID: 79305                             | Trimmelkam Standort KG: Wildshut           | | BDA-Hist.: Q38112898 Status: § 2a Stand der BDA-Liste: 2025-06-30 Name: Bergmann-Denkmal GstNr.: 678/3 Bergmann-Denkmal Trimmelkam                                  |
| ja   | Datei hochladen | Burg bzw. Schloss Wildshut HERIS-ID: 66450 Objekt-ID: 79332                   | Wildshut 1 Standort KG: Wildshut           | → Hauptartikel : Schloss Wildshut f1 | BDA-Hist.: Q1268867 Status: Bescheid Stand der BDA-Liste: 2025-06-30 Name: Burg bzw. Schloss Wildshut GstNr.: .75/1 Schloss Wildshut                                |